# I Don't Search I Find
"I Don't Search I Find" é uma canção da cantora norte-americana Madonna, gravada para seu décimo quarto álbum de estúdio Madame X (2019). Escrita e produzida por Madonna e seu colaborador de longa data Mirwais Ahmadzaï, a canção foi lançada como quarto single do álbum na Itália em 22 de maio de 2020 pela Interscope Records.

## Desempenho nas tabelas musicais
| Tabela (2019–2020)                                | Melhor posição |
| ------------------------------------------------- | -------------- |
| France Downloads (SNEP)                           | 160            |
| Greece Digital Song Sales (Billboard)             | 5              |
| Eslováquia (Rádio Top 100)                        | 88             |
| Estados Unidos (Billboard Dance Club Songs)       | 1              |
| Estados Unidos (Billboard Dance/Electronic Songs) | 30             |